# Kislev
Kislev (hebreo: כִּסְלֵו; del acadio kislimu 'pleno, gordo, abundante', al ser un mes pródigo en lluvias que garantizan la prosperidad) es el tercer mes del calendario hebreo moderno, que comienza con la Creación del mundo, y el noveno mes según el ordenamiento de los meses en la Biblia, que comienza por Nisán, en conmemoración de la salida de los hebreos de la esclavitud en Egipto.
El nombre otorgado al mes de Kislev en la Biblia es simplemente «el mes noveno», siguiendo la numeración ordinal, al igual que el resto de los meses del año hebreo en la Torá: «El noveno, para el noveno mes, era Abiézer, de Anatot de los benjaminitas; en su sección había 24 000 hombres» (1Cronicas 27:12). Es uno de los meses más lluviosos del año en la Tierra de Israel: «Todos los hombres de Judá y de Benjamín se reunieron, pues, en Jerusalén en el plazo de tres días: era el día veinte del mes noveno; todo el pueblo se situó en la plaza de la Casa de Dios, temblando, debido al caso, y también porque llovía a cántaros» (Esdras 10:9). Precisamente, la ausencia de lluvias durante Kislev era y sigue siendo motivo de preocupación: «Llegó el principio del mes de Kislev y no habiendo lluvias, los jueces decretan tres días de ayuno para el pueblo» (Mishná, Taanit 1:5).
Su nombre actual, Kislev, tiene sus orígenes en los nombres de los meses de la antigua Babilonia, provenientes del idioma acadio, y de aquí fueron adoptados por los judíos allí desterrados entre 586 a. C. y 536 a. C., luego de haber sido llevados al exilio por el rey Nabucodonosor II. Kislev figura ya con su nuevo nombre babilónico en la Biblia: «El año cuarto del rey Darío, la palabra de YHVH fue dirigida a Zacarías, el día cuatro del noveno mes, el mes de Kislev» (Zacarias 7:1); y con su nombre se abre también el libro de Nehemías: «Palabras de Nehemías, hijo de Jakalías. En el mes de Kislev, el año veinte del rey Artajerjes, estando yo en la ciudadela de Susa» (Nehemias 1:1).
Kislev cuenta a veces con 29 días y a veces con 30, según las diversas necesidades astronómicas y eclesiásticas del calendario hebreo. Es el último mes del otoño (boreal), y es paralelo a los meses gregorianos de noviembre y diciembre, según el año. Su signo del Zodíaco es Sagitario: el arquero y su arco son la alegoría del arcoíris, asiduo visitante en este mes lluvioso.

## Período
Durante los años 5761–5860 del calendario hebreo, Kislev ocurre entre los siguientes períodos del calendario gregoriano:
| Duración de los años | Comienzo de Kislev             | Fin de Kislev                   |
| -------------------- | ------------------------------ | ------------------------------- |
| 353 días             | 14 de noviembre–2 de diciembre | 13 de diciembre–31 de diciembre |
| 354 días             | 13 de noviembre–2 de diciembre | 13 de diciembre–1º de enero     |
| 355 días             | 14 de noviembre–2 de diciembre | 14 de diciembre–1º de enero     |
| 383 días             | 3 de noviembre–13 de noviembre | 2 de diciembre–12 de diciembre  |
| 384 días             | 4 de noviembre–12 de noviembre | 3 de diciembre–12 de diciembre  |
| 385 días             | 3 de noviembre–14 de noviembre | 3 de diciembre–13 de diciembre  |

## Festividades judías en Kislev

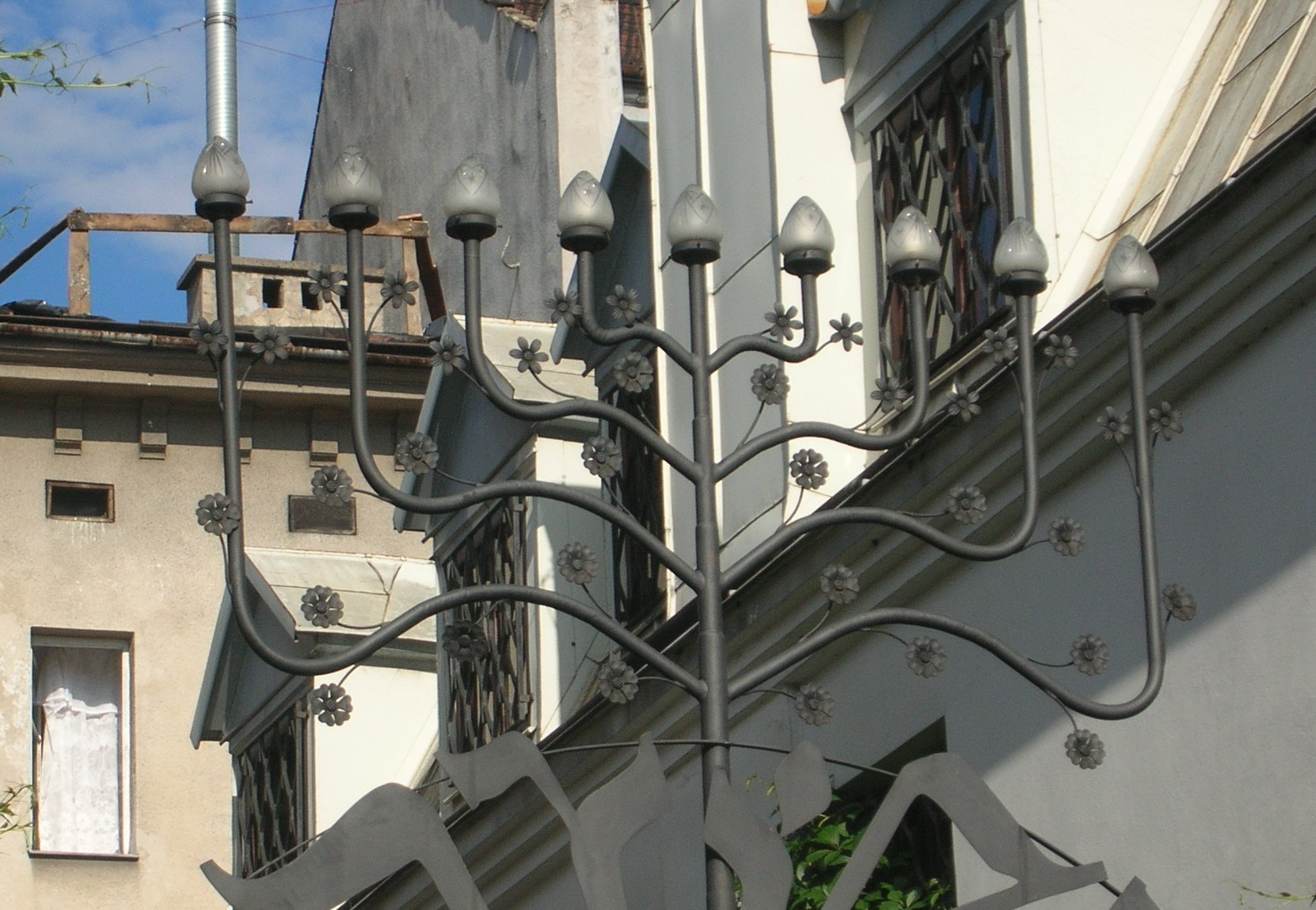
El candelabro de nueve brazos, la januquiá, en recuerdo del milagro del aceite, sobre el portón de una casa de Cracovia, Polonia.

- Janucá, «La fiesta de las luminarias»ː del 25 de Kislev al 2 de Tevet (o el 3 de Tevet, cuando Kislev cuenta con solo 29 días), en la que se celebra la derrota de los helenos y la recuperación de la independencia judía a manos de los macabeos, y la posterior purificación del Templo de Jerusalén de los íconos paganos, del que se recuerda el milagro del candelabro, que ardió por ocho días consecutivos con una exigua cantidad de aceite.